# Richard Melrose
Pour les articles homonymes, voir Melrose.
Richard Burt Melrose (né en 1949) est un mathématicien australien, qui travaille sur l'analyse géométrique, les équations aux dérivées partielles, et la géométrie différentielle.

## Formation et carrière
Melrose obtient en 1974 son doctorat de l'Université de Cambridge , sous la direction de F. Gerard Friedlander avec une thèse intitulée Initial and Initial-Boundary Value Problems. Il est ensuite devenu chercheur au St John's College, à Cambridge. En 1977, il a été chercheur invité à l'Institute for Advanced Study. Depuis 1976, il a été professeur au Massachusetts Institute of Technology, où, depuis 2006, il titulaire de la chaire Simons de professeur de mathématiques. De 1999 à 2002, il a été le président du comité pour les mathématiques pures au MIT.

## Prix et distinctions
En 1984, Melrose est lauréat du Prix Bôcher pour ses travaux sur la théorie de la diffusion (en), en particulier « pour avoir résolu plusieurs problèmes ouverts en théorie de la diffraction et de la diffusion et avoir développé les outils analytiques que nécessitait leur résolution ». Depuis 1986, il est membre de l'Académie américaine des arts et des sciences. Pour l'année académique 1992-1993, il a bénéficié d'une Bourse Guggenheim. Il est, en 1978, un conférencier invité au Congrès international des mathématiciens à Helsinki avec une conférence intitulée Singularities of solutions of boundary value problems) puis en 1990, il donne une conférence plénière intitulée Pseudodifferential operators, corners and singular limits au congrès à Kyoto.
Parmi ses étudiants de doctorat figurent Mark S. Joshi (en), John M. Lee (en) et András Vasy.

## Sélection de publications

### Articles
- avec Shahla Marvizi: « Some spectrally isolated convex planar regions », Proc Natl Acad Sci U S A, vol. 79, no 22,‎ 1982, p. 7066–7067 (PMCID 347276)

### Livres
- (éd avec Michael Beals, Jeffrey Rauch): Microlocal analysis and nonlinear waves, Springer, 1991
- The Atiyah-Patodi-Singer Index theorem, A.K.Peters, 1993
- Geometric Scattering Theory, Cambridge University Press, 1995 (lire en ligne)
- avec Antônio Sá Barreto, Maciej Zworski: Semi-linear diffraction of conormal waves, Société Mathématique de France; distributed by American Mathematical Society, coll. « Astérisque, 0303 : 240 », 1996